# Sialtong
Sialtong is een bestuurslaag in het regentschap Serdang Bedagai van de provincie Noord-Sumatra, Indonesië. Sialtong telt 471 inwoners (volkstelling 2010).